# 柏ぽち
柏 ぽち（かしわ ぽち、2月2日 - ）は、日本の少女漫画家。『ちゃお』・『ちゃおデラックス』（いずれも小学館）にて執筆中。みずがめ座。血液型はB型。東京都出身。

## 人物
2006年、第345回ちゃおまんがスクールにて投稿作品『愛シテマスカラ。』がちゃお銀賞を受賞。同年、ちゃおデラックス夏の超大増刊号に掲載された同作でデビュー。華やかでかわいらしい絵柄が特長。
高校時代は都内の美術コースを専攻。趣味は海外旅行。教室に行かないと禁断症状が出るくらいにスケートが好きで、それにちなんだ作品(『片恋レストラン』)も描く。
おのえりこのアシスタントをしている(『こっちむいて！みい子』参照)。みづほ梨乃とは友人。

## 作品一覧
- 愛シテマスカラ。(2006年ちゃおデラックス夏の超大増刊号)
- ウルトラ☆ノスタルジー (2006年ちゃおデラックス秋の大増刊号)
- 恋の花粉SHOW (2006年ちゃおデラックス冬の大増刊号)
- ウルフなダーリン (2007年ちゃおデラックス初夏の大増刊号)
- あい・あむ・らむ！ (ちゃおコミックス『どうぶつ好きですみません』描き下ろし)
- きみが教えてくれたこと (2008年ちゃおデラックス春の超大増刊号)
- こころ幻想曲 (2008年ちゃおデラックス初夏の大増刊号)
- ワンダーランドしよっ！ (2008年ちゃお8月号)
- 図書室で君を待つ (2008年ちゃおデラックス秋の大増刊号)
- キミとみかん (2008年ちゃおデラックス冬の大増刊号)
- おーぷん！ (2009年ちゃおデラックス春待ち超大増刊号)
- トイレの花子さん (2009年ちゃおデラックスホラー)
- ひみつのアフタヌーン (2009年ちゃおデラックス夏の超大増刊号)
- いただきばくっ！ (2009年ちゃおデラックス秋の大増刊号)
- いっしょにうさんぽ！ (2009年ちゃおデラックス冬の超大増刊号)
- おばけってよばないで！ (2010年ちゃお3月号)
- 青春☆クローゼット (2010年ちゃおデラックス初夏の大増刊号)
- とろろのつぶやき (2010年ちゃおデラックス夏の超大増刊号)
- お憑きあいしませんか？ (2010年ちゃおデラックスホラー)
- 絶対に人には言えないめぐり様のひみつ (2010年ちゃおデラックス冬の超大増刊号)
- ぽかぽかになれっ！ (2011年ちゃおデラックス春の超大増刊号)
- お願い、ハレルちゃん！ (2011年ちゃおデラックス初夏の大増刊号)
- 渡りろうかちゃん (2011年ちゃおデラックスホラー)
- シークレットガールズ 〜ナイショのアイドル〜 (2011年ちゃお8月号 - 2013年ちゃお5月号)
- キューティ♥ハッピー！！ (2012年ちゃおデラックス初夏の超大増刊号)
- さくら色ステップ！～さくら学院物語～  (2013年ちゃおデラックス春の超大増刊号)
- 小動物系♥いもうと (2014年ちゃおデラックス春待ち超大増刊号)
- トイレの華子さん (2014年ちゃおデラックスホラー)
- 片恋レストラン (2015年ちゃおデラックス１月号)

## ちゃおコミックス
- どうぶつ好きですみません (2007年、いわおかめめ他、『あい・あむ・らむ!』描き下ろし)
- キミと歩く道～犬と私の10の約束～ (2008年、みやまあかね他、『きみが教えてくれたこと』収録)
- キミにあえた奇跡～泣ける⋯恋物語～ (2009年、中原杏他、『キミとみかん』収録)
- トイレの花子さん (2009年、柏ぽち他、『トイレの花子さん』収録、電子書籍化)
- おしゃれになりたいっ！～6つの初おしゃれストーリー～ (2011年、にしむらともこ他、『青春☆クローゼット』収録)
- らぶ♥友 (2011年、森田ゆき他、『おばけってよばないで！』収録)
- お憑きあいしませんか (2011年、柏ぽち他、『お憑きあいしませんか』収録、電子書籍化)
- 極あま♥恋するファンタジー (2011年、八神千歳他、『図書室で君を待つ』収録)
- 学校の幽霊 (2012年、にしむらともこ他、『渡りろうかちゃん』収録、電子書籍化)
- シークレットガールズ 〜ナイショのアイドル〜1 (2012年)
- シークレットガールズ 〜ナイショのアイドル〜2 (2013年)
- JS・JCモデル物語 (2013年、まいた菜穂他、『さくら色ステップ！～さくら学院物語～』収録)

## ちゃおノベルズ
※柏は挿絵を担当。
- ココロ♥あみ→ご ウチらのキズナ (2008年)
- 極上！！めちゃモテ委員長 未海ちゃんになるための10の方法 (2009年、にしむらともこ&ちゃお編集部作)
- ココロ♥あみ→ご 初めての両想い (2010年、武内晶美作)
- 泣けちゃう怪談 (2011年、百瀬しのぶ作)
- ずーっといっしょの心友チョコレート (2013年、神山歩作)
- 泣けちゃう怪談2～背すじが涼しくなる真夏の夜ばなし～ (2013年、百瀬しのぶ作)
- 泣けちゃう怪談3～やさしい幽霊たちのおはなし～ (2013年、赤羽ミオ・明野みる作)

## その他コミックス
- ミスターメン リトルミス おはなしえほん (2017年、小学館)

※以下、柏は挿絵を担当。
- ちゃお1000人名前うらない (2010年、エストレリータ月子うらない、ちゃおレインボーブックス、小学館)
- 学校生活応援ブック (2014年、入門百科＋、小学館)
- はじめての恋入門 (2014年、ちゃお編集部編、ちゃおハッピーコレクション、小学館)
- ミラクルハッピー まねしてかわいい♥イラスト＆デコ文字DX (2016年、西東社) ※表紙のみを担当。

## その他執筆
- ちゃおちゃお刑事 (2011年ちゃお1月号 - 12月号)
- ミスターメン リトルミス (小学館『幼稚園』2016年6月号 - )
- 小学館ジュニア文庫『ジュニ子』キャラクターデザイン (2016年)

以下とも、ラブあみ公式無料公開作品。
- ラブあみ『マフラー大作戦！』 (2016年)
- ラブあみボンボンメーカー『友情大作戦！』 (2017年)